# Egle Renata Trincanato
Egle Renata Trincanato (Roma, 3 de junio de 1910 - Venecia  5 de marzo de 1998 ) fue una arquitecta italiana.

## Primeros años
En 1930 se graduó del Bachillerato Artístico y trabajó como dibujante para Jesorum, una empresa textil de larga trayectoria en las islas.
En 1933 comenzó sus estudios en el Regio Istituto Superiore di Architettura di Venezia, fundado en 1926 y devenido en el Universidad IUAV de Venecia  en 1940. Paralelamente a sus estudios, aprobó el examen de capacitación para el ejercicio profesional del Dibujo en los Institutos de Enseñanza Media y ejerció como profesora en escuelas como la “Profesional Femenina Teresa Manin” o la “Escuela Técnica Industrial Maria Pia di Savoia”.
Trincanato fue la primera mujer del Istituto en graduarse como arquitecta en el año 1938. A raíz de su laureada presentación y la excelencia de su tesis sobre la recalificación urbana del distrito de Castello -calificada cum laude- Giuseppe Samonà solicitó a la dirección su nombramiento como Asistente de la Cátedra de Disegno architettonico e rilievo dei monumenti, cargo que se le hizo efectivo en 1941.

## Trayectoria
Publica sus estudios sobre la morfología y la tejido urbano residencial de Venecia en Venecia menor (1948). En paralelo se dedica al estudio de nuevos tipos de construcción residencial destinados a resolver las problemáticas de la ciudad contemporánea, exponiendo en la séptima edición unos Congrés Internationaux de Architecture Modernas (Ciam) del 1954.
Junto con arquitecto Giuseppe Samonà instaura una importante sociedad profesional y académica.
Con Samonà proyecta el edificio INA-Casa de Treviso (1949-1953), las nuevas oficinas de la INAIL en Venecia (1951-1956) y colabora con el planeamiento experimental del barrio INA-Casa San Giuliano  en el distrito de Mestre. Después de este encargo, la gestión Ina-casa le confía la construcción de edificios en Sant'Agata sul Santerno (RA) (1952-1956) y los hogares INCIS en Lido de Venecia (1954-1957).
También trabajaron juntos en los proyectos del concurso para la nueva bolsa Tronchetto de Venecia (1964), para el nuevo complejo universitario en Cagliari y Calabria (1972-1973), para el Centro de Administración de Florencia, por el arco triunfal de la Tête Défense en París (1977-1982).
Del 1954 al 1964 asume el prestigioso encargo de Directora de Palacio Ducale, comprometiéndose en la restauración del Palacio Ducale, Ca' Pesaro, el Museo Correr, Ca' Centani Goldoni y  de la curaduría y montaje de importantes exposiciones de pintura veneciana.
Tuvo una participación activa en la Instituto nacional de urbanismo (INU) desde 1954, estuvo enérgicamente comprometida en la lucha para salvar a Venecia.  Realizó artículos, conferencias y exposiciones dedicados a los problemas de la ciudad de los canales: Venezia viva, y Dietro i palazzi, y el destino de los centros históricos italianos.

## Obras
Proyectos principales
- 1944-1947 - Proyecto para renovar el centro parroquial de La Salute di Livenza (VE)
- 1946 - Proyecto de concurso para el hospital del mar Lido di Venezia
- 1947 - Proyecto de concurso para casas en la costa sur y norte de la laguna de Venecia: Burano y Pellestrina
- 1947 - Proyecto de concurso para el nuevo hotel Danieli en Riva degli Schiavoni, Venecia
- 1949-1953 - Edificio para el uso de tiendas, oficinas y residencias de Ina, (con G. Samonà), Treviso
- 1950-1956 - Restauración y transformación del antiguo edificio del Inail, (con G. Samonà), Venecia
- 1950-1962 - Barrio Ina-casa San Giuliano (Piccinato L. y G. Samonà coordinadores), primera, segunda, tercera núcleo primero siete años, 5º, 7º 8º núcleo de acuerdo con siete años, Mestre, Venecia
- 1950-1951 - distrito de Ina-casa en Sant'Agata sul Santerno (RA)
- 1953-1954 - Distrito de Ina-casa, lote Incis Ca 'Bianca, Lido de Venecia
- 1954 - Preparación y diseño de la exposición Venice viva en Palazzo Grassi, Venecia
- 1954-1964 - Obras de restauración en Ca 'Pesaro, Ca' Rezzonico, Museo Cívico Correr, Ca 'Centanni Goldoni, Museo del Vidrio de Murano, Venecia
- 1954-1964 - Preparación de las exposiciones: Lorenzo Lotto, Giorgione y Giorgione i, y Carlo Crivelli Crivelli, pintura del siglo XVII en Venecia, Vittore Carpaccio, el Palacio Ducal y el Ca 'Pesaro, Venecia
- 1957 - Plan general general de Cavarzere (con G. Samonà, L. Bellemo, C. Dardi)
- 1960-1968 - Proyecto de renovación y restauración del lote Burchielle (con estudio G. y A. Samonà)
- 1964 - Proyecto de concurso para el Plan detallado del nuevo Tronchetto Sacca en Venecia, lema "Novissime" (G. Samonà, empresa matriz)
- 1972-1988 - Rehabilitación y renovación del centro histórico de Ancona: proyecto de reconstrucción de los distritos de Capodimonte y Guasco S. Pietro (con R. Ballardini, G. Cristinelli, B.P. Torsello)
- 1972-1973 - Proyectos de competición para nuevos complejos universitarios en Cagliari y Calabria (G. Samonà, empresa matriz)
- 1977 - Proyecto de concurso para el distrito financiero de Florencia (G. Samonà, empresa matriz)
- 1982 - Proyecto de concurso internacional de arquitectura para Tête Défence (con estudio G. y A. Samonà)

## Archivo
El fondo Egle Renata Trincanato tiene su sede en la 'Università IUAV Instituto Universitario de Arquitectura de Venecia, Archivo de Proyectos. 